# André Ernest Modeste Grétry

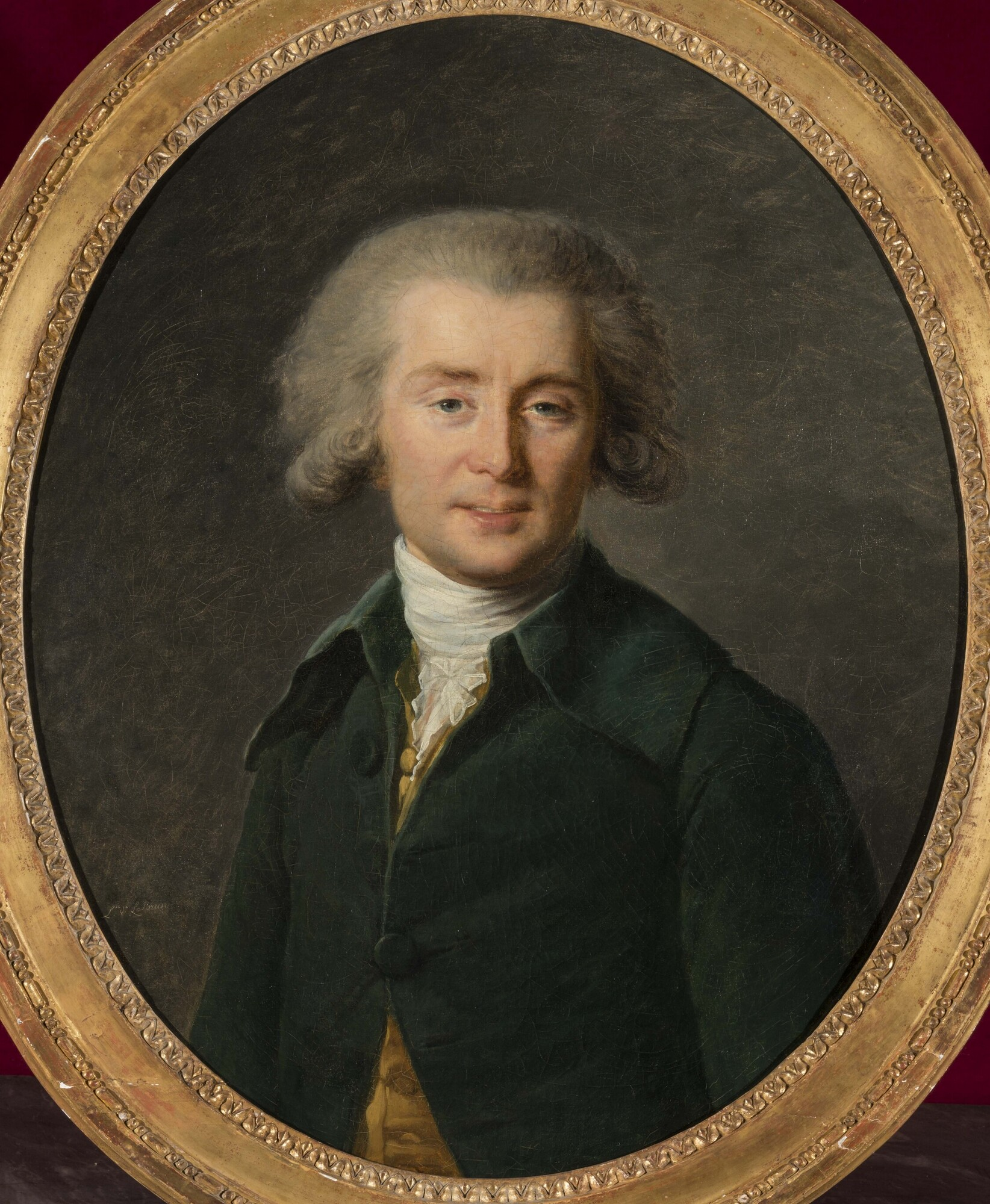
André Ernest Modeste Grétry.

André Ernest Modeste Grétry (Lieja, 8 de febrero de 1741 - Montmorency, 24 de septiembre de 1813) fue un compositor liejano que trabajó desde 1767 en Francia. Es famoso principalmente por sus opéras-comiques.

## Biografía
Su padre era un músico pobre. De niño, cantó en el coro de la iglesia de Saint-Denis. En 1753 se hizo alumno de Leclerc y más tarde del organista de san Pedro de Lieja, Nicolas Rennekin, para teclado y composición y de Henri Moreau, maestro músico en la iglesia colegiata de san Pablo. De mayor importancia fue el aprendizaje práctico obtenido al acudir a las representaciones de una compañía de ópera italiana. Oyó óperas de Galuppi, Pergolesi, y otros maestros; e inmediatamente deseó completar sus estudios en Italia. Para proveerse de medios compuso en 1759 una misa que dedicó a los canónigos de la catedral de Lieja; fue el canónigo Hurley quien costeó su viaje a Italia en marzo de 1759. En Roma estuvo en el Colegio de Lieja. Durante los cinco años siguientes completó su educación musical bajo la guía de Casali; no obstante, como él mismo reconoció, su capacidad en armonía y contrapunto fue siempre moderada.
Logró su primer gran éxito con La Vendemmiatrice (1765), un intermezzo italiano u opereta, compuesta para el teatro Aliberti en Roma y recibido con aplauso generalizado. Se dice que al estudiar la partitura de una de las óperas de Pierre-Alexandre Monsigny, que le prestó un secretario de la embajada francesa en Roma, Grétry decidió dedicarse a la ópera cómica francesa. El día de Año Nuevo de 1767 abandonó Roma y después de una corta estancia en Ginebra, (donde conoció a Voltaire, y produjo otra opereta) marchó a París.
Durante dos años luchó contra la pobreza y e anonimato. No carecía, sin embargo, de amigos. Gracias a la intercesión del embajador sueco, Gustaf Philip Creutz, conde Creutz, Grétry obtuvo un libreto de Jean-François Marmontel, al que puso música en menos de seis semanas, y que al estrenarse en agosto de 1768, tuvo un éxito sin precedentes. El nombre de la ópera era Le Huron (1768). Pronto le siguieron otras dos, Lucile (1769) y Le Tableau parlant (1769), que asentaron su fama como compositor destacado en la ópera cómica.
En conjunto, compuso unas cincuenta óperas. Son sus obras maestras Zémire et Azor (Zemira y Azor, 1771) y Richard Coeur-de-lion (Ricardo Corazón de León, 1784), relacionada, de manera indirecta, con un gran hecho histórico. La celebrada romanza «Ô Richard, Ô mon Roi, l'univers t'abandonne», se cantó en el banquete —«tan fatídico como el de Tiestes», señala Carlyle— dado por la guardia a los oficiales de la guarnición de Versalles el 3 de octubre de 1789. La Marseillaise se convirtió, no mucho después, en la respuesta popular a esta expresión de lealtad tomada de la ópera de Grétry. Richard Coeur-de-lion fue traducida y adaptada para la escena inglesa por John Burgoyne. 
Su ópera-ballet La caravane du Caire, con un modesto exotismo "a la turca" con acompañamiento de arpa y triángulo, es una ópera "de rescate" al estilo de El rapto en el serrallo; estrenada en Château de Fontainebleau en 1783, permaneció en el repertorio francés durante 50 años.
Grétry no permaneció ajeno a los grandes eventos que presenció, y los títulos de algunas de sus óperas, como La Rosière républicaine (1794) y La Fête de la raison (1794), indican suficientemente la época a la que pertenecen; pero eran meras pièces de circunstance, y el entusiasmo republicano que muestran no es genuino. No tuvo más éxito Grétry en su tratamiento de los temas clásicos. Su verdadero poder radica en la delineación de los personajes y en la expresión de un sentimiento tierno y típicamente francés. La estructura de sus piezas de concierto, por otro lado, son frecuentemente débiles, como la instrumentación de sus óperas, hasta el punto de que las partes orquestales de algunas de sus obras tuvieron que reescribirse por otros compositores para hacerlas aceptables a las audiencias modernas. Durante la Revolución francesa Grétry perdió muchas de sus propiedades, pero los sucesivos gobiernos de Francia lo apoyaron, a pesar de las diferencias políticas. La vieja corte lo llenó de distinciones y premios; la República lo nombró inspector del conservatorio; Napoleón le dio la cruz de la Legión de Honor y una pensión. Grétry murió en el Hermitage en Montmorency, que había sido la casa de Rousseau. Quince años después de su muerte, el corazón de Grétry fue devuelto a su lugar de nacimiento, después de obtenerse permiso en un tedioso pleito. En 1842 se erigió una colosal estatua de bronce del compositor en Lieja.

## Obras
| Año        | Obra                                                                          | Ciudad estreno             | Teatro                    |   |
| ---------- | ----------------------------------------------------------------------------- | -------------------------- | ------------------------- | - |
| 1765       | La vendemmiatrice                                                             | Roma                       | Al                        |   |
| 1766/12/-- | Isabelle et Gertrude, ou Les Sylphes supposés                                 | Ginebra                    | -                         |   |
| 1768/01/-- | Les Mariages samnites                                                         | París                      | Palacio Prince de Conti   |   |
| 1768       | Le Connaisseur (no representada)                                              | -                          | -                         |   |
| 1768/08/20 | Le Huron                                                                      | París                      | Comédie Italien           |   |
| 1769/01/05 | Lucile (5.1.1769 París CI)                                                    | París                      | Comédie Italien           |   |
| 1769/09/20 | Le Tableau parlant                                                            | París                      | Comédie Italien           |   |
| 1769       | Momus sur la terre                                                            | Château de la Roche-Guyon? |                           |   |
| 1770/02/19 | Silvain                                                                       | París                      | Comédie Italien           |   |
| 1770/10/27 | Les Deux avares                                                               | Fontainebleau              | -                         |   |
| 1770/11/13 | L'Amitié à l'épreuve                                                          | Fontainebleau              | -                         |   |
| 1771/10/26 | L'Ami de la maison                                                            | Fontainebleau              | -                         |   |
| 1771/11/09 | Zémire et Azor                                                                | Fontainebleau              | -                         |   |
| 1773/03/04 | Le Magnifique                                                                 | París                      | Comédie Italien           | - |
| 1773/10/23 | La Rosière de Salency                                                         | Fontainebleau              | -                         |   |
| 1773/12/30 | Céphale et Procris, ou L'Amour conjugal                                       | Versalles                  | -                         |   |
| 1775/02/01 | La Fausse magie                                                               | París                      | Comédie Italien           |   |
| 1776/06/12 | Les Mariages samnites [rev]                                                   | París                      | Comédie Italien           |   |
| 1776       | Pygmalion (inacabada)                                                         | -                          | -                         |   |
| 1777/03/10 | Amour pour amour                                                              | Versalles                  | -                         |   |
| 1777/11/03 | Matroco                                                                       | París                      | Palacio Prince de Condé   |   |
| 1778/03/28 | Le Jugement de Midas                                                          | París                      | Palacio Mme. de Montesson |   |
| 1778/04/27 | Les Trois âges de l'opéra [Le génie de l'opéra; Les trois âges de la musique] | París                      | Opéra                     |   |
| 1778/11/20 | Les Fausses Apparences ou L'Amant jaloux                                      | Versalles                  | comédie mêlée d'ariettes  |   |
| 1778       | Les Statues (inacabada)                                                       | -                          | -                         |   |
| 1779/11/11 | Les Événements imprévus                                                       | Versalles                  | -                         |   |
| 1779/12/30 | Aucassin et Nicolette, ou Les moeurs du bon vieux temps                       | Versalles                  | -                         |   |
| 1780/06/06 | Andromaque                                                                    | París                      | Opéra                     |   |
| 1781/02/22 | Emilie, ou La Belle esclave                                                   | París                      | Opéra                     |   |
| 1782/01/01 | Colinette à la cour, ou La Double épreuve                                     | París                      | Opéra                     |   |
| 1782/11/26 | L'Embarras des richesses                                                      | París                      | Opéra                     |   |
| 1782       | Électre (no representada)                                                     | -                          | -                         |   |
| 1782       | Les Colonnes d'Alcide (no representada)                                       | -                          | -                         |   |
| 1783/04/28 | Thalie au nouveau théâtre                                                     | París                      | Comédie Italien           |   |
| 1783/10/30 | La Caravane du Caire                                                          | Fontainebleau              | -                         |   |
| 1784/03/05 | Théodore et Paulin                                                            | Versalles                  | -                         |   |
| 1784/10/21 | Richard Coeur-de-lion                                                         | París                      | Comédie Italien           |   |
| 1785/25/01 | Panurge dans l'île des lanternes                                              | París                      | Opéra                     |   |
| 1785       | Oedipe à Colonne (inacabada)                                                  | -                          | -                         |   |
| 1786/03/15 | Amphitryon                                                                    | Versalles                  | -                         |   |
| 1786/07/29 | Le Mariage d'Antonio [+ L. Grétry]                                            | París                      | Comédie Italien           |   |
| 1786/11/07 | Les Méprises par ressemblance                                                 | Fontainebleau              | -                         |   |
| 1786/11/13 | Le Comte d'Albert                                                             | Fontainebleau              | -                         |   |
| 1787/03/23 | Toinette et Louis [+ L. Grétry]                                               | París                      | Comédie Italien           |   |
| 1787/12/26 | Le Prisonnier anglais                                                         | París                      | Comédie Italien           |   |
| 1788/06/26 | Le Rival confident                                                            | París                      | Comédie Italien           |   |
| 1789/03/02 | Raoul Barbe-bleue                                                             | París                      | Comédie Italien           |   |
| 1789/03/17 | Aspasie                                                                       | París                      | Opéra                     |   |
| 1790/01/13 | Pierre le Grand                                                               | París                      | Comédie Italien           |   |
| 1790       | Roger et Olivier [rev. Les Mariages samnites] (no representada)               | -                          | -                         |   |
| 1791/04/09 | Guillaume Tell                                                                | París                      | Comédie Italien           |   |
| 1792/01/16 | Cécile et Ermancé, ou Les Deux couvents                                       | París                      | Comédie Italien           |   |
| 1792/10/17 | Basile, ou A Trompeur, trompeur et demi                                       | París                      | Comédie Italien           |   |
| 1792       | Séraphine, ou absente et présente (no representada)                           | -                          | -                         |   |
| 1794/02/26 | Le Congrès des rois [et al.]                                                  | París                      | Opéra-comique             |   |
| 1794       | Joseph Barra                                                                  | París                      | Opéra-comique             |   |
| 1794/08/23 | Denys le tyran, maître d'école à Corinthe                                     | París                      | Opéra                     |   |
| 1794/09/02 | La Fête de la raison [La Rosière républicaine, ou La Fête de la vertu]        | París                      | Opéra                     |   |
| 1794/09/19 | Callias, ou Nature et patrie                                                  | París                      | Opéra-comique             |   |
| 1794       | Diogène et Alexandre (inacabada)                                              | -                          | -                         |   |
| 1797/01/10 | Lisbeth                                                                       | París                      | Opéra-comique             |   |
| 1797/01/17 | Anacréon chez Polycrate                                                       | París                      | Opéra                     |   |
| 1797/05/06 | Le Barbier du village, ou Le Revenant                                         | Paris                      | TF                        |   |
| 1799/01/01 | Elisca, ou L'Amour maternel                                                   | París                      | Opéra-comique             |   |
| 1801/07/11 | Le Casque et les colombes                                                     | París                      | Opéra                     |   |
| 1801       | Zelmar, ou L'Asile (no representada)                                          | -                          | -                         |   |
| 1803/02/15 | Le Ménage [Delphis et Mopsa]                                                  | París                      | Opéra                     |   |
| -          | Les Filles pourvues                                                           | París                      | Comédie Italien           |   |

## Discografía
- Lucile, ariettes et quatuor, DUCHESNE Solistes de Liege, Dir. Emmanuel Koch Cat: DD 8026
- Zémire et Azor, (con Danses Villageois y Céphale et Procris) EMI Choeurs et Orchestre de la RTB. Dir: Edgard Doneux. Cat: CMS 7 69701 2. 1988
- Denys le Tyran, NUOVA ERA RECORDS Orq. Internazionale d'Italia Director Francesco Vizioli. Cat: DR 3106 1991
- La Caravane du Caire, Ricercar Academy, Coro de Chambre de Namur, Dir. Marc Minkowki. Cat: RIC 100084/085. 1992
- Richard Coeur-de-lion, EMI CLASSICS Orq. de la RTB. Dir. Edgard Doneux. Cat: 7243 5 75266 2 3. 2002
- Le Jugement de Midas, (fragmentos) WDR Coro de la Chappelle Royale de Paris, La Petite Bande, Dir. Gustav Leonhardt. Cat: RIC 063033
- L'Amant Jaloux, EMI CLASSICS Orq. de la RTB. Dir. Edgard Doneux. Cat: 7243 5 75263 2 6 2002
- Pierre le Grand, DVD ARTHAUS MUSIK Coro y Orq. de la Helikon Opera. Dir. Sergey Stadler. Cat 101 097. 2002